# Umebosi Iwa
Umebosi Iwa är en kulle i Antarktis. Den ligger i Östantarktis. Norge gör anspråk på området. Toppen på Umebosi Iwa är 110 meter över havet.
Terrängen runt Umebosi Iwa är huvudsakligen kuperad, men västerut är den platt. Havet är nära Umebosi Iwa åt nordväst. Trakten är obefolkad. Det finns inga samhällen i närheten.